# Gerard Garabwan
Gerard Garabwan (ur. 10 marca 1971) – nauruański sztangista, olimpijczyk.
Wziął udział w Letnich Igrzyskach Olimpijskich 1996. Uzyskał 265 kg (115 w rwaniu, 150 w podrzucie) co dało mu 24 lokatę.